# Закон йонної сили Люїса— Рендалла
Закон йонної сили Люїса— Рендалла (рос. правило ионной силы Льюиса— Рендалла, англ. Lewis — Randall's ionic strength law) — у розведених розчинах сильних електролітів однакової йонної сили (звичайно меншої, ніж 0,02) середній коефіцієнт активності даного електроліту має одне й те ж значення, незважаючи на природу розчину.
Тобто, у розбавленому розчині даної йонної сили всі йони з однаковим за абсолютною величиною зарядом мають один і той же коефіцієнт активності.